# Dactylorhiza aschersoniana
Dactylorhiza aschersoniana là một loài thực vật có hoa trong họ Lan. Loài này được (Hausskn.) Borsos & Soó mô tả khoa học đầu tiên năm 1960.